# Singapurische Badmintonmeisterschaft 1958/59
Die Singapurische Badmintonmeisterschaft 1958/59 fand vom 1. bis zum 4. August 1958 statt.

## Austragungsorte
- Singapore Badminton Hall

## Finalresultate
| Disziplin    | Sieger                  | Finalist                | Ergebnis           |
| ------------ | ----------------------- | ----------------------- | ------------------ |
| Herreneinzel | Omar bin Ibrahim        | V. S. S. Nathan         | 18–14, 15–11       |
| Dameneinzel  | Nancy Lim               | Long Soo Chin           | 11–3, 12–11        |
| Herrendoppel | Johnny Heah Lim Say Hup | Lim Say Wan Ong Poh Lim | 15–9, 15–7         |
| Damendoppel  | Lau Hui Huang Nancy Lim | Amy Heah Phoebe Heah    | 15–10, 8–15, 15–10 |
| Mixed        | Lim Say Hup Jessie Ong  | Johnny Heah Amy Heah    | 8–15, 15–10, 17–15 |